# Operation Ivy (Band)

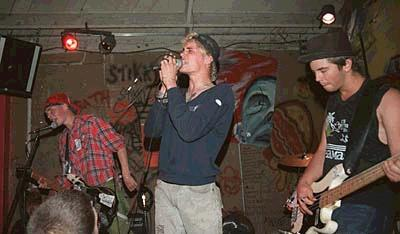
Operation Ivy im Gilman club

Operation Ivy war eine US-amerikanische Ska-Punk-Band aus Berkeley, Kalifornien. Sie bestand nur zwei Jahre lang, gilt aber dennoch als eine der einflussreichsten amerikanischen Punk-Gruppen der späten achtziger Jahre.

## Geschichte
Operation Ivy bestand von 1987 bis 1989 aus den Mitgliedern Dave Mello, Jesse Michaels, Tim „Lint“ Armstrong und Matt Freeman. Ihre Wurzeln liegen in Oakland, Kalifornien in der Nähe von San Francisco, damals ein Schmelztiegel der Punkmusik. Operation Ivy zählen nach The Mighty Mighty Bosstones zu den ersten Bands, die die Genres Ska und Punk miteinander verbanden. Die Texte sind häufig politisch beeinflusst, wobei auch der Umgang der Punks und Skinheads untereinander eine Rolle spielt.
Die Band benannte sich nach dem Atomtest „Operation Ivy“ von 1952. Ihre große Bekanntheit erwarb sich die Band durch häufige Auftritte im Gilman Street Club in Berkeley, Kalifornien. Kurz nach Veröffentlichung des ersten und einzigen Studioalbums Energy, erschienen auf Lookout! Records, dem die EP Hectic und zwei Lieder auf einer Kompilation vorausgegangen sind, löste sich die Band auf, weil sie nach eigenen Aussagen „zu erfolgreich“ war und diesen kommerziellen Erfolg mit ihrer Punk-Ethik nicht zu vereinbaren sahen.
Dass Operation Ivy rückwirkend dennoch zu einer der einflussreichsten Ska-Punk-Bands avancierte hat zwei Gründe: Zum einen gründeten Tim Armstrong und Matt Freeman wenige Jahre nach der Auflösung die bis heute bestehende Band Rancid, die Mitte der 1990er Jahre zu den erfolgreichsten Punkbands der Welt wurde. Zum anderen coverten Green Day – deren Anfänge zur selben Zeit wie Operation Ivy im Gilman und bei Lookout! Records liegen – auf ihrer zweiten EP den Song Knowledge (als langsames Ska-Stück und nach eigenen Angaben ohne Erlaubnis) und machten ihn bis heute bei Live-Auftritten dafür bekannt, dass Zuschauer aus dem Publikum spontan auf die Bühne gebeten werden, um statt der Band die Instrumente zu spielen.
Im Jahr 2006 kaufen Operation Ivy sich die Rechte an ihren Songs von Lookout! zurück und veröffentlichten 2007 27 der 28 von der Band aufgenommenen Stücke bei Hellcat Records neu.

## Diskografie
| Jahr | Titel          | Label            | Informationen                                                        |
| 1988 | Hectic         | Lookout! Records | Debüt-EP                                                             |
| 1989 | Energy         | Lookout! Records | 19-Titel-LP, US: Gold                                                |
| 1991 | Energy         | Lookout! Records | 27-Titel-Neuausgabe inklusive Hectic und Turn it Around              |
| 1992 | Plea for Peace | M & E Records    | postume EP, mit Uncertain, Troublebound, Someday, und Plea for Peace |
| 2007 | Operation Ivy  | Hellcat Records  | eine remasterte Neuausgabe des 1991-Albums Energy                    |